# Zespół Foixa-Chavany-Mariego
Zespół Foixa-Chavany-Mariego (przedni obustronny zespół wieczkowy, ang. Foix-Chavany-Marie syndrome, opercular syndrome, facio-pharyngo-glosso-masticatory diplegia) – zespół objawów ze strony układu nerwowego o typie korowo-podkorowego porażenia nadjądrowego lub rzekomoopuszkowego. Opisano postaci przednią (czołową) i tylną (skroniowo-ciemieniową) zespołu wieczkowego, w zależności od lokalizacji uszkodzenia w wieczku.
Na obraz kliniczny składają się porażenia nerwów, zaburzenia funkcji językowych i drgawki. Przedni zespół wieczkowy wyróżniają trudności w mówieniu (dyzartria), żuciu pokarmu i połykaniu (dysfagia) oraz niekiedy niedowład mięśni twarzy, związane z apraksją mięśni ust, twarzy, gardła, żwaczy i języka (zaopatrywanych przez nerwy czaszkowe V, VII, IX, X i XII).
Przyczyną zespołu mogą być obustronne wrodzone malformacje wieczka lub stany nabyte, takie jak obustronny udar w obszarze unaczynienia tętnicy środkowej mózgu lub neuroinfekcje. Zespół może być powikłaniem po dużych zabiegach neurochirurgicznych w tej okolicy. Postać wrodzona zespołu określana jest niekiedy jako zespół Worstera-Droughta.
Przejściowy zespół wieczkowy (ang. transient opercular syndrome) może być objawem nierozpoznanej lub niedostatecznie kontrolowanej padaczki.
Zespół opisali Charles Foix, Jean Alfred Émile Chavany i Julien Marie w 1926 roku.